# Wharf Point
Der Wharf Point (von englisch wharf ‚Kai, Anlegeplatz‘) ist eine Landspitze der Insel Heard im südlichen Indischen Ozean. Sie liegt auf der Westseite der Azorella-Halbinsel und markiert die östliche Begrenzung der Einfahrt von den Atlas Roads in die Atlas Cove.
Die Landspitze diente Schiffen der Australian National Antarctic Research Expeditions als Anlegestelle, was ihr ihren Namen gab.